# Conus pseudosulcatus
Conus pseudosulcatus é uma espécie de gastrópode do gênero Conus, pertencente a família Conidae.